# Anders Nilsson (född 1831)
Anders Nilsson, född 1831, död 1914, var en svensk lantbrukare, snickare och psalmförfattare, bosatt i Sverige och USA.

## Psalmer
- Det är så gott att om Jesus sjunga